# OSWIN-Radar
Das OSWIN-Radar (Ostsee-Wind-Radar) ist ein Radargerät des Instituts für Atmosphärenphysik in Kühlungsborn, das zur Untersuchung der Hochatmosphäre dient.
Das 1999 in Betrieb genommene OSWIN-Radar arbeitet auf einer Frequenz von 53,5 MHz und sendet mit einer Spitzenleistung von 90 Kilowatt (Durchschnittsleistung: 4,5 kW) Pulse zur Untersuchung der Hochatmosphäre aus. Die automatisch arbeitende Anlage liefert Höhenprofile des 3-D-Windvektors und der Radarreflektivität im Bereich von 1 bis 18 Kilometer Höhe.
Als Antenne wird ein Array aus 144 Yagi-Antennen eingesetzt.
Siehe auch: Liste der Radioteleskope und Forschungsfunkstellen